# 博宾根
博宾根（德語：Bobingen，發音：[ˈboːbɪŋən] ⓘ）是德国巴伐利亚州施瓦本行政区奥格斯堡县的城市，面积50.25平方千米，2023年12月31日人口为18,022人。